# Viola Ardone

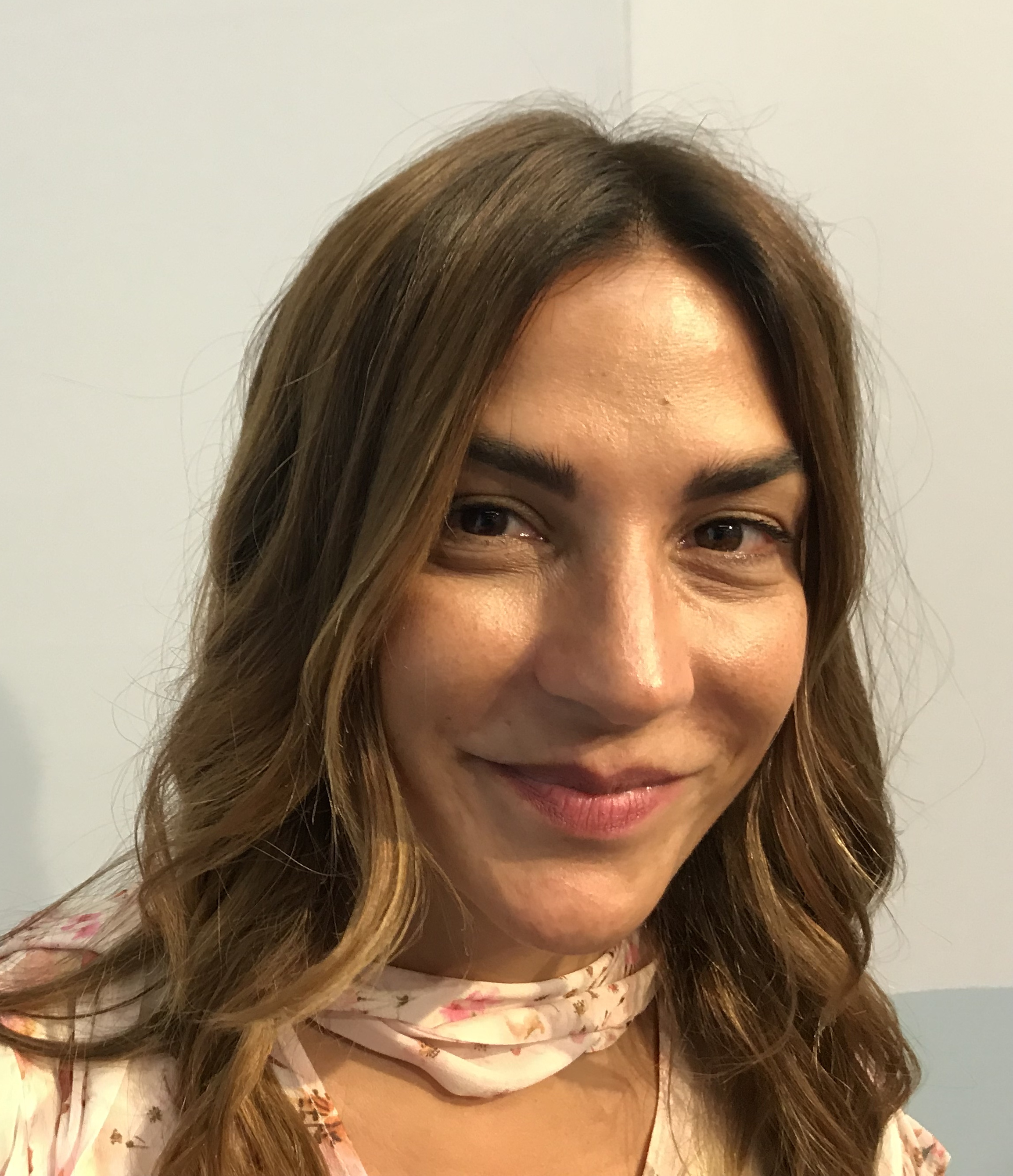
Viola Ardone, 2019

Viola Ardone, född 1974 i Neapel, Italien, är en italiensk författare. Ardone har examen i litteraturvetenskap och undervisar i latin på gymnasienivå.
Hon publicerade 2013 La ricetta del cuore in subbuglio (Hjärtats recept) och 2016 Una rivoluzione sentimentale (En sentimental revolution). Hennes senaste roman
Il treno dei bambini (Hoppets tåg) väckte stor sensation på bokmässan i Frankfurt 2019. Boken presenterades också vid Bokmässan i Göteborg.